# Rapture-Palooza
Rapture-Palooza es una película estadounidense de 2013 escrita por Chris Matheson y dirigida por Paul Middleditch. Está protagonizada por Anna Kendrick, Craig Robinson y John Francis Daley.

## Trama
Lindsey Lewis y su novio Ben House son sobrevivientes del rapto. Sus almas han sido llevados al cielo mientras todos los demás se ha quedado atrás. Las personas que quedaron en la Tierra deben valerse por sí mismos en un mundo plagado de langostas del mal que constantemente gritan "sufren", cuervos parlantes que utilizan palabras soeces, azufre, fantasmas, y las tormentas con lluvia de sangre. Un político llamado Earl Gundy toma el control del gobierno y comienza a llamarse a sí mismo La Bestia.
La madre de Lindsey, ferviente cristiana, fue raptada, pero se convierte en la única persona enviada de vuelta después de comenzar una pelea en el cielo. Su padre es matado por uno de los meteoritos que caen, y su hermano Fry comienza a venderle marihuana a los espectros. El padre de Ben, un empleado de la bestia, intenta reclutar a Ben y Lindsey en el trabajo con la bestia. Al principio se niegan, pero después de su sueño de abrir un carro de sándwich es aplastado literalmente, se ven obligados a aceptar. En su día libre, el padre de Ben comienza a darles un "tour" en torno a la mansión de la bestia, fuera de su ciudad natal de Seattle. La mansión está fuertemente custodiada por la Guardia Bestial, el ejército privado de la Bestia conformado por los seres humanos que hicieron el trato con el Anticristo y los fantasmas que sirven a su mando. Según la advertencia del padre de Ben, está secretamente lleno de minas terrestres. Después de la gira, La Bestia vuelve enamorado de Lindsey y la presiona para casarse con él y cargará con sus propios hijos del mal, a pesar de su hijo biológico en mal llamado "Pequeña Bestia" a quien ve como un "fiasco". Le concede ocho horas para decidir, antes de que él vaya a matar a todo el mundo que conoce y ama.
Lindsey consulta una Biblia y junto con Ben trama un plan para encarcelar a La Bestia. Se les advierte de no matar a la bestia ya que él acaba de regresar como Satanás. El padre de Ben había construido un criadero de perros a prueba de fugas para su mascota, por lo que decide utilizarlo para mantenera a la bestia. Realizan un elaborado plan para aislar a la bestia de sus guardias y de los fantasmas. Se alistan el hermano de Lindsey y su vecino zombi no muerto, el Sr. Murphy, para ayudarlos, y Lindsey vuelve a la mansión de la Bestia para ser cortejada. Mientras que el hermano de Lindsey y su amigo fuma marihuana con los fantasmas y el vecino se involucra con los guardias a modo de distracción, Lindsey intenta colocar algo en la bebida de la Bestia. Cuando deja de beber, se ve obligada a atraerlo al jacuzzi para que Ben puede ayudarla.
En el exterior, Lindsey comienza a gritarle a Ben, quien llega y desafía a la bestia a una pelea. Después de burlarse de Ben, La Bestia saca una pistola e intenta dispararle, antes que Lindsey intervenga. La Bestia golpea a Ben con una botella de champán antes de ser disparado por Lindsey. Cuando Ben llega de nuevo, La Bestia comienza a recuperarse. Lindsey vuelve a dispararla mientras Ben trae más armas. Sin municiones, recurren a golpearlo contundentemente con una pala antes de que Ben decide tratar de dispararle con un láser junto a la piscina gigante que la bestia había instalado. Como Lindsey y Ben tratan de apuntar el láser que están cegados por una luz venida del cielo. Ben se sorprende al ver a un hombre vestido de blanco que monta un caballo alado y le dispara en pánico, matándolo, y al caballo también.
Ben y Lindsey se dan cuenta de que le han disparado accidentalmente a Jesucristo. Hay repente un rayo del cielo, y la pareja se enfrenta a un hombre en un traje blanco que ellos se dan cuenta de que es Dios. Dios explica airadamente que Ben y Lindsey han arruinado todo su plan que implica el destino de toda la humanidad al matar a Jesús. Ben y Lindsey en un primer momento se disculpan, pero Dios comienza burlándose e insultando los. La Bestia revive como Satanás y sorprende a Dios, lo ataca con una pala y ambos comienzan una pelea a puñetazos. La lucha llega hasta el jacuzzi, donde Satanás arroja un boombox en el agua y lo que los electrocuta a ambos.
Los guardias de la bestia arriban y ven los dos cuerpos. El padre de Ben llega y los hombres discuten sobre quién tomará el lugar de la Bestia como gobernante del mundo. Lindsey los interrumpe y señala que, con Dios y Satanás muertos, cada uno es responsable de sí mismo. Lindsey y Ben se besan mientras los hombres deciden qué hacer ahora que están libres.
Ben y Lindsey finalmente abren su tienda de sándwiches, la cual se vuelve un éxito, con la Pequeña Bestia trabajando felizmente con ellos, y Lindsey se muestra visiblemente embarazada. La madre de Lindsey hizo amistad con algunos de los fantasmas que todavía andan alrededor y se junta a fumar marihuana con ellos. El padre de Ben se muda a la mansión y arma una gran fiesta con muchas otras personas, incluyendo a Morgan, ex mano derecha de la Bestia y el líder de la Guardia Beastly ahora disuelta, quien celebra su libertad con parrilla y salsa cargada con PCP.

## Reparto
- Craig Robinson como Earl Gundy / "La Bestia".
- Anna Kendrick como Lindsey Lewis.
- John Francis Daley como Ben House.
- Ken Jeong como Dios.
- Rob Corddry como Mr. Walt
- Thomas Lennon como el Sr. Murphy
- Tyler Labine como Shorter Wraith.
- Paul Scheer como Seguridad Wraith.
- Calum Worthy como Clark Lewis.
- John Michael Higgins como el Sr. Lyle Lewis
- Ana Gasteyer como la señora Lora Lewis.
- Rob Huebel como Morgan.
- Stephanie Pablo como Kimberly.
- Jesse Camacho como Fry.
- Andrew Fiscella como Beastley.
- Jason Gale como Wraith Ritchi.

## Recepción
Rapture-Palooza recibió mezclado a las críticas negativas. En Rotten Tomatoes la película tiene una calificación de 22 %. [1] Metacritic da a la película una puntuación de 44 % basado en los comentarios de nueve críticos, lo que indica "críticas mixtas o promedio"